# Bohinjska Bela
Bohinjska Bela (Duits: Wocheiner Vellach) is een plaats in Slovenië en maakt deel uit van de gemeente Bled in de NUTS-3-regio Gorenjska. De plaats telde 545 inwoners op 1 januari 2020.